# Gospodarka Węgier
Węgry są rynkiem wschodzącym z gospodarką wolnorynkową, która podobnie jak inne państwa byłego bloku wschodniego przeszła w latach 90. XX wieku transformację z gospodarki centralnie planowanej do wolnorynkowej. Węgierska gospodarka zajmuje 50. miejsce na świecie biorąc pod uwagę PKB liczone parytetem siły nabywczej.
W 2004 Węgry zostały członkiem UE. Oficjalnym środkiem płatniczym jest forint.

## Historia
Po zakończeniu II wojny światowej Węgry znalazły się w radzieckiej strefie wpływów. Przeprowadzono nacjonalizację przemysłu i kolektywizację rolnictwa na wzór radziecki. Gospodarkę węgierską w 1946 dotknęła najwyższa w historii hiperinflacja (1,295 × 1016 % [12,95 biliardów]) spowodowana przez kłopoty gospodarcze kraju. W końcu udało się zdusić inflację, a pengő zostało zastąpione przez forinta.
Po 1962 faktyczny przywódca państwa János Kádár rozpoczął liberalizację gospodarki. Polegała ona na ograniczeniu restrykcji związanych z handlem zagranicznym i umożliwieniem działalności prywatnej na niewielką skalę. Zmodyfikowany w ten sposób komunizm nazywał się komunizmem gulaszowym.
W 1990 Węgry były drugim najzamożniejszym państwem dawnego obozu socjalistycznego. W latach 90. przeprowadzono transformację, jednocześnie nawiązując poważne relacje handlowe z państwami Europy Zachodniej, a przede wszystkim z Niemcami.
W wyniku populistycznych działań kolejnych rządów deficyt na Węgrzech wzrósł w 2003 do 9%. Zwalczanie deficytu za pomocą cięć budżetowych poprawiło sytuację kraju, jednak spowodowało poważne spowolnienie gospodarcze i niepokoje społeczne. Przewiduje się, że kryzys finansowy 2007–2009 będzie miał dalece posunięte negatywne skutki dla i tak osłabionej gospodarki węgierskiej. Szacuje się spadek PKB o 6% w 2009 roku.
| Rok  | Wzrost gospodarczy |
| ---- | ------------------ |
| 2002 | 3,3%               |
| 2003 | 3,2%               |
| 2004 | 2,9%               |
| 2005 | 3,9%               |
| 2006 | 4,1%               |
| 2007 | 3,9%               |
| 2008 | 1,3%               |
| 2009 | -6,7%              |
| 2010 | 1,2%               |
| 2011 | 1,8%               |
| 2012 | -1,7%              |
| 2013 | 1,1%               |
| 2014 | 2,8%               |

## Rolnictwo
Węgry posiadają znaczne zróżnicowanie pokrywy glebowej. W najlepszych dla rolnictwa rejonach niziny węgierskiej występują zarówno czarnoziemy, jak i gleby szkieletowe. Stosunkowo dużo jest brunatnych gleb leśnych. Gdzieniegdzie występują gleby słone. Niewielki odsetek stanowią rędziny oraz gleby bagienne.
Ze względu na korzystne warunki do upraw, rolnictwo na Węgrzech jest jednym z wydajniejszych w Europie. Aż 65,4% powierzchni kraju zajmują użytki rolne. Gleby są żyzne, 30% powierzchni Węgier zajmują czarnoziemy znajdujące się głównie na terenach Wielkiej Niziny Węgierskiej. Uprawia się pszenicę (0,7% udziałów w światowych plonach), kukurydzę (1,2% udziału w światowych zbiorach, jeden z głównych producentów kukurydzy w Europie), jęczmień (0,8% udziału w światowych zbiorach), owies (0,7% udziału w światowych zbiorach), żyto (0,7% udziału w światowych zbiorach), buraki cukrowe (1% udziału w świecie), słoneczniki, ziemniaki, winorośl oraz tytoń.
Rozwinięte jest sadownictwo i warzywnictwo (m.in. pomidory, papryka, cebula, kapusta). Hoduje się bydło domowe, trzodę chlewna i owce. Symbol węgierskiego rolnictwa to papryka, której Węgry są ważnym producentem.

## Surowce naturalne
Występują niewielkie, ale zróżnicowane złoża surowców naturalnych. Węgry są zasobne jedynie w boksyty. Większość pozostałych surowców trzeba importować. Eksploatuje się nieliczne złoża rudy żelaza, manganu, ołowiu, cynku, miedzi, uranu i węgla kamiennego, które znajdują się w większości na północy kraju. Surowce energetyczne wydobywa się głównie w południowej części kraju, głównie w okolicach Segedynu. Krajowa produkcja gazu spełnia 19% zapotrzebowania na ten surowiec, a ropy naftowej 20%.

## Przemysł
Rozwinięty jest przemysł elektromaszynowy i spożywczy. Swoją produkcję przeniosły tu General Motors (zakład w Szentgotthárd), Ford (zakład w Székesfehérvár), Suzuki (Esztergom), Audi (Győr).
Przemysł samochodowy zatrudnia w sumie ponad 90 000 pracowników
Węgry są jednym z największych w Europie producentów odbiorników radiowych (3% światowej produkcji) i mają znaczący udział w produkcji lodówek i zamrażarek (1,6% światowej produkcji). Przemysł spożywczy rozlokowany jest po całym kraju, w zależności od upraw i hodowli na danym obszarze, natomiast pozostałe gałęzie skupione są w większych miastach, a przede wszystkim w Budapeszcie. Przemysł chemiczny na Węgrzech przetwarza importowanych surowce, głównie ropę naftową z państw arabskich i Rosji. Największa rafineria znajduje się w Százhalombatta. Produkuje się nawozy sztuczne, tworzywa sztuczne, lekarstwa. Hutnictwo stali ma niewielkie znaczenie w gospodarce, ze względu na brak surowców. Produkowane jest aluminium. Jego huty położone są w pobliżu miejsc wydobycia boksytów.

## Energetyka
W 2010 Węgry wyprodukowały 37,55 mld kWh. Krajowa energetyka nie spełnia w pełni zapotrzebowania na energię elektryczną, którą trzeba importować z innych państw. 40% wyprodukowanej energii dostarcza Elektrownia jądrowa Paks, 4,5% produkuje się ze źródeł odnawialnych (głównie elektrownie wodne i geotermalne), a resztę w elektrowniach cieplnych opalanych węglem, ropą naftową i gazem ziemnym. Planuje się rozbudowę elektrowni jądrowej w Paksie.

## Turystyka

### Ruch turystyczny
Ruch turystyczny na Węgrzech rozpoczął się zasadniczo w XIX wieku, kiedy to obcokrajowcy zaczęli odwiedzać Budapeszt i Balaton nie tylko w celach handlowych, ale również turystycznych. Zasadniczy rozwój turystyki rozpoczął się jednak dopiero w latach 70.
Węgierska turystyka jako jedna z niewielu w Europie środkowo-wschodniej nie przechodziła kryzysu w latach 90. po transformacji ustrojowej. Mało tego otwarcie granic spowodowała, iż Węgry w latach 90. były jeszcze chętniej odwiedzane przez zagranicznych turystów niż dekadę wcześniej. Zmieniła się jednak struktura przyjazdów. Węgry zaczęły być odwiedzane przez turystów z zachodu, ponad połowa turystów jest z Niemiec. Spowodowało to iż zmniejszyła się średnia długość pobytu.
Ruch turystyczny na Węgrzech jest silnie nierównomierny zarówno w przestrzeni, jak i czasie. Głównymi ośrodkami turystycznymi są Budapeszt (prawie 2/3 noclegów) oraz Balaton (blisko 30%). Główny ruch turystyczny koncentruje się w lipcu i sierpniu (prawie połowa noclegów). Władze ośrodków, szczególnie Budapesztu, starają się jednak rozłożyć ruch turystyczny również na inne miesiące. Stosunek liczby turystów do liczby mieszkańców jest jednym z wyższych w Europie i wynosi 2:1.

### Czynniki przyrodnicze rozwoju turystyki

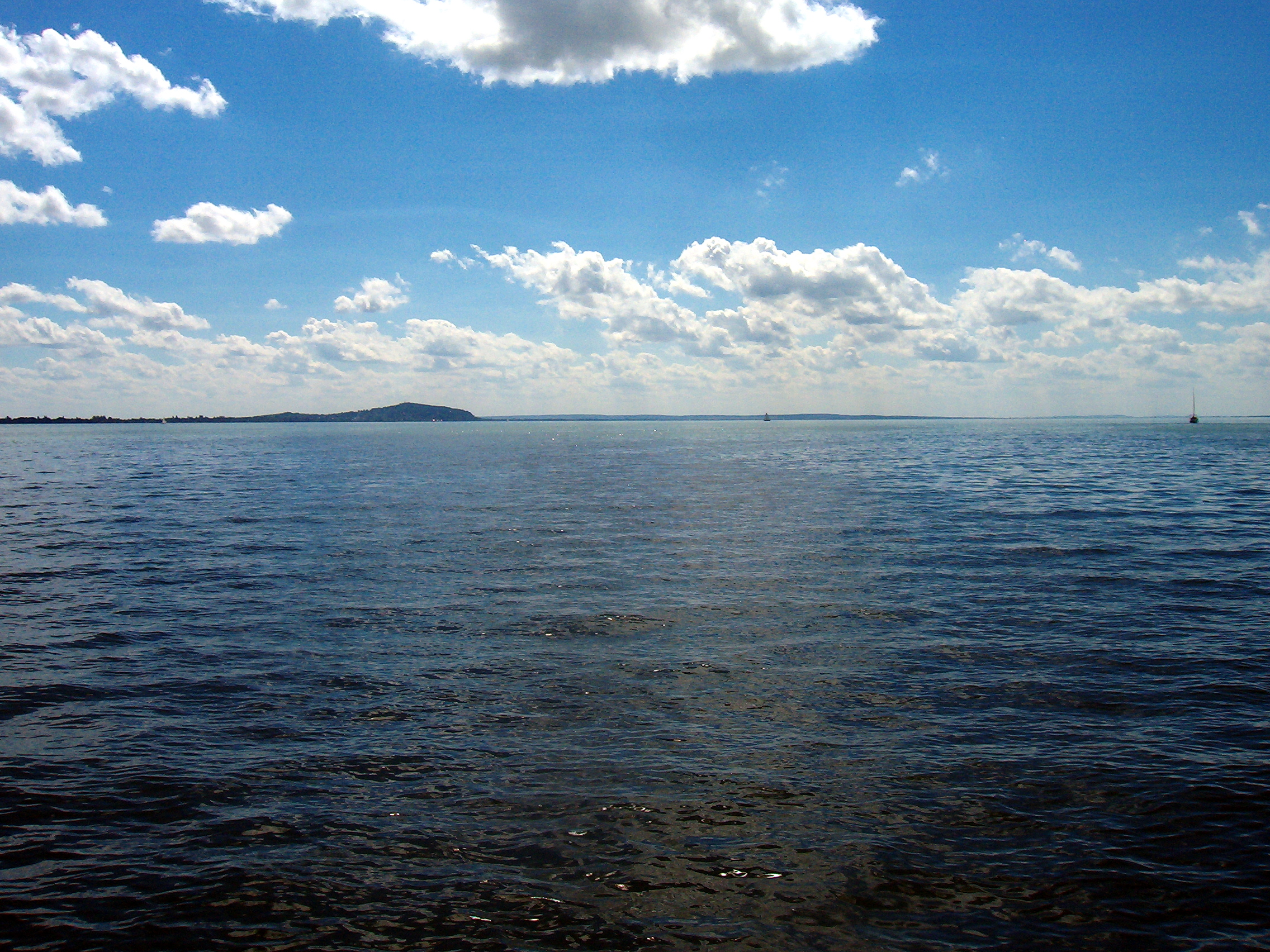
Balaton

Węgry są krajem nizinnym położonym w zapadlisku pomiędzy Alpami, Karpatami i Górami Dynarskimi. Rzeźba terenu jest bardzo słabo zróżnicowana, rzeki są rzekami typowo nizinnymi. Tereny górskie, a w zasadzie podgórskie znajdują się w pobliżu granicy ze Słowacją, jednakże po stronie słowackiej góry są zdecydowanie bardziej atrakcyjne dla turystów niż po stronie węgierskiej. Jedynym interesującym pod względem turystycznym obiektem przyrodniczym jest położone w zachodniej części kraju jezioro Balaton. Powoduje to iż Węgry pod względem przyrodniczym są mało atrakcyjne co powoduje iż turystyka skupia się głównie na walorach antropogenicznych.
W południowej części Wielkiej Niziny Węgierskiej znajdują się cieplice solankowe. Dodatkowo w parkach narodowych Hortobágy i Kiskunság zachowały się fragmenty puszty węgierskiej. Wulkaniczne gleby okolic Tokaju powodują, iż rozwinęła się tam produkcja winogron i wina.

### Czynniki kulturowe rozwoju turystyki

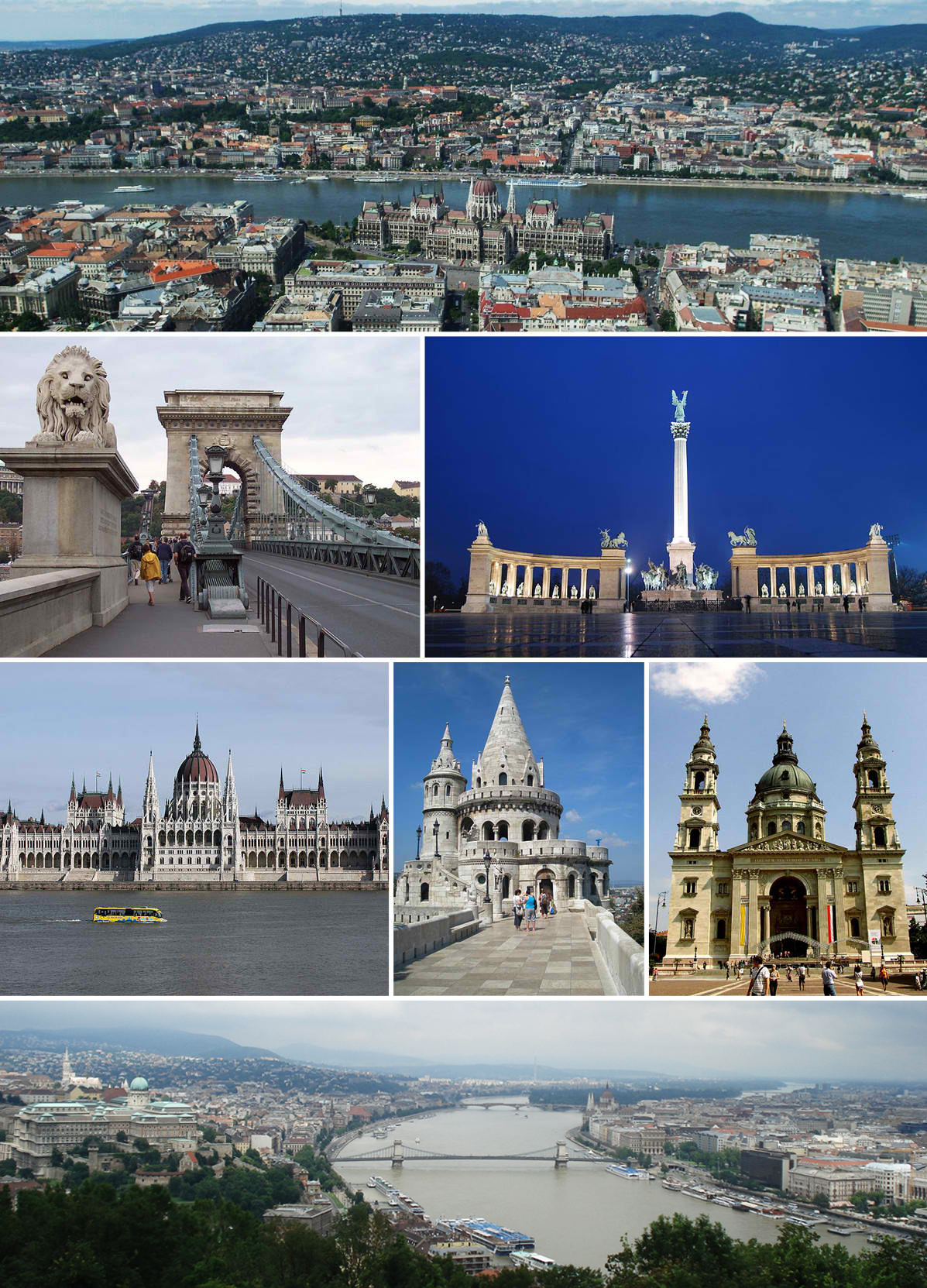
Budapeszt

Dobry umiarkowany klimat z łagodnymi zimami oraz urodzajne gleby wulkaniczne powodują, iż rolnictwo węgierskie, a w szczególności uprawa winorośli, ale również papryki, pomidorów i kukurydzy powodują, iż ziemie węgierskie już od średniowiecza były bogate. Miasta rozwijały się od wczesnego średniowiecza co powoduje iż na Węgrzech znajduje się stosunkowo dużo budowli romańskich. Znaczy rozwój jednak nastąpił w wieku XIV, kiedy to w Europie dominował styl gotycki. Powoduje to iż na Węgrzech jest również sporo zabytków z tego okresu. Na przełomie XIV i XV wieku Węgry przeżywały kryzys. Między innymi tracąc ziemie na rzecz Turcji. Krótki powrót do dawnej świetności nastąpił jednak w XV wieku, wówczas w Europie dominowało odrodzenie. W XIV wieku Węgry stają się zależne od Austrii, przez co Budapeszt traci rangę stolicy i zostaje prowincjonalnym miastem słabiej rozwijającym się niż Bratysława czy Siedmiogród. Wschodnia część Węgier dostała się pod wpływy tureckie, co powoduje, iż na tym terenie zaczęły powstawać meczety. W 1686 Austriacy odbili Budę i całe Węgry ponownie rozwijały się w kulturze zachodnioeuropejskiej. Na przełomie XVIII i XIX wieku wzrosła świadomość narodowa co spowodowało rozwój stylów i instytucji typowo węgierskich. Zwiększenie zasobności spowodowało możliwości przebudowy układów urbanistycznych. W 1868 powstała monarchia austro-węgierska co spowodowało iż Buda zyskała statut prawie równy z Wiedniem. Po drugiej wojnie światowej została proklamowana Węgierska Republika Ludowa przez co do Węgier dostały się wpływy socjalistycznej kultury radzieckiej dające między innymi socrealizm w sztuce i architekturze. Te wszystkie style powodują, iż architektura miast węgierskich przyciąga turystów głównie do dużych miast.

### Główne atrakcje turystyczne

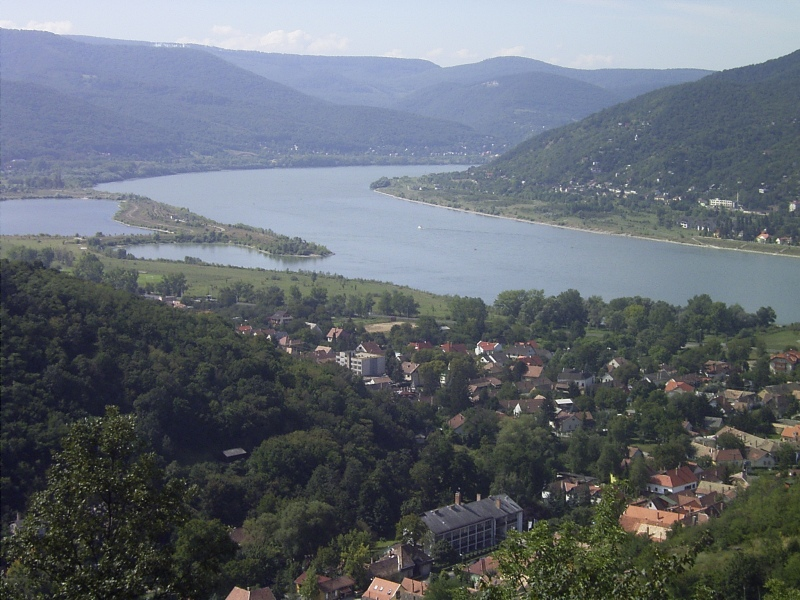
Zakole Dunaju

Główną atrakcją turystyczną Węgier przyciągającą największą liczbę turystów (blisko 2/3) jest stolica Budapeszt. Miasto to ze względu na burzliwą historię rozwijało się zarówno w kulturze zachodnioeuropejskiej (chrześcijańskiej), jak i orientalnej (islamskiej). Budapeszt ze względu na położenie nad wzgórze nad rzeką charakteryzuje się wysokimi walorami krajobrazowymi. Najbardziej charakterystycznymi budowlami są: Zamek Królewski, Kościół Macieja, łaźnie tureckie, barokowy ratusz, Bazylika św. Stefana. Budapeszt pełni również funkcje uzdrowiskowe, gdyż pod miastem znajdują się źródła cieplic. W mieście znajduje się ok. 30 kąpielisk.
Kolejną atrakcją przyciągającą turystów jest Balaton. Północno-zachodni brzeg jest górzysty znajduje się na nim Las Bakoński, natomiast południowo-wschodni jest piaszczysty. Nad zachodnim krańcu jeziora znajduje się miejscowość Keszthely, która jest osiedlem z czasów rzymskich. W mieście tym znajduje się dawna rezydencja Festeticsów oraz barokowy pałac z cenną biblioteką.
Oprócz dwóch głównych ośrodków turystycznych na Węgrzech znajdują się następujące znaczące ośrodki turystyczne: Zakole Dunaju, Las Bakoński, Góry Mátra i Bukowe, Alpy Węgierskie, Velence i Székesfehérvár oraz Węgry Południowe.

## Handel
Węgry po latach deficytu w handlu zagranicznym w 2008 osiągnęły nadwyżkę. Eksport wyniósł 109,3 mld USD, a import 107,5 mld $. Najważniejszym partnerem handlowym są Niemcy, która mają prawie 30% udziału w obrotach handlowych. Oprócz Niemiec produkty Made in Hungary importują większe państwa europejskie (Włochy, Francja, Polska, Wielka Brytania) oraz sąsiedzi (Rumunia, Słowacja, Austria). Eksportuje się głównie produkty przemysłu elektromaszynowego oraz żywność i płody rolne.
Importowane są produkty przetworzone (z krajów Europy), surowce (z Rosji) i tanie towary z Chin.
Polska ma dodatni bilans handlowy z Węgrami. Węgierski eksport do Polski wyniósł w 2007 2 536 374 000 € (2,5 mld €), a import z Polski 2 959 981 000 € (prawie 3 mld €).

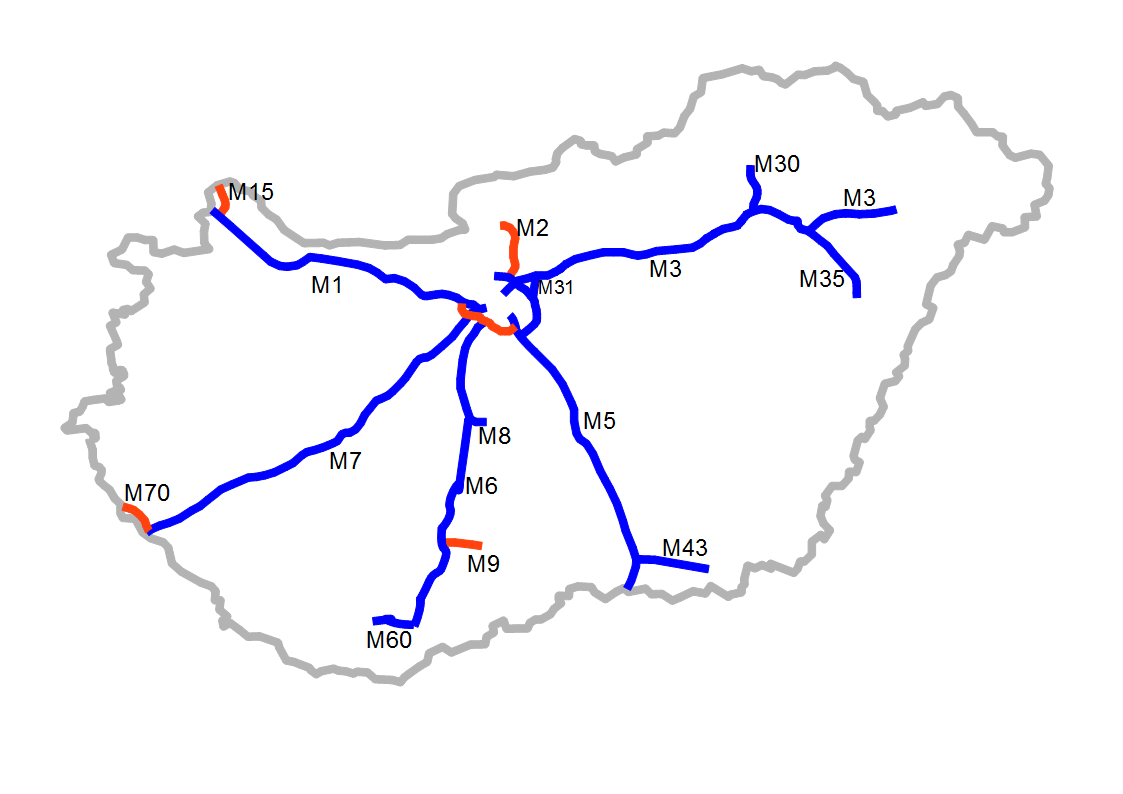
Autostrady na Węgrzech

## Transport
Zarówno sieć kolejowa, jak i drogowa zbiega się w Budapeszcie, z którym połączone są większe miasta. W planach jest ambitna sieć autostrad, która ma być porównywalna do sieci Włoch czy Francji.
W Budapeszcie znajduje się największe lotnisko na Węgrzech – Budapeszt – Ferihegy. W 2008 obsłużył prawie 8,5 mln pasażerów.
Główne porty rzeczne znajdują się w Budapeszcie, Győr, Dunaújváros oraz w Segedynie. Portami, w których odbywa się przeładunek towarów eksportowanych na Węgry są Triest i Rijeka oraz Gałacz i Braiła w Rumunii.